# C. J. Sapong
Charles Nana Kwabena „C. J.“ Sapong (* 27. Dezember 1988 in Manassas, Virginia) ist ein US-amerikanischer Fußballspieler. Der Mittelstürmer steht beim US-amerikanischen Erstligisten Nashville SC unter Vertrag.

## Karriere

### College
Sapong spielte College-Soccer an der James Madison University. Während dieser Zeit erzielte er für die Dukes insgesamt 37 Tore. Er wurde viermal hintereinander als wertvollster Offensivspieler ausgezeichnet und war 2010 CAA Player of the Year. 
Außerdem spielte er 2009 für die Fredericksburg Gunners und 2010 für Reading United AC in der USL Premier Development League.

### Profibereich
Am 14. Januar 2011 wurde Sapong beim MLS SuperDraft 2011 von Sporting Kansas City gedraftet. Am 1. März 2011 unterzeichnete er ein Vertrag über drei Jahre mit dem MLS-Franchise. Sein Debüt gab er fast drei Wochen später am 1. Spieltag der 2011er Saison gegen CD Chivas USA. Im selben Spiel erzielte er auch sein erstes Ligator. Nach dem Saisonende wurde Sapong als bester Nachwuchsspieler mit dem MLS Rookie of the Year Award für die Saison 2011 ausgezeichnet. 2013 absolvierte er vier Ligaspiele im damaligen Farmteam Orlando City.
Zur Saison 2015 wechselte Sapong zu Philadelphia Union.
Zur Saison 2019 wechselte Sapong zu Chicago Fire.
Zur Saison 2021 wechselte Sapong zu Nashville SC.

### Nationalmannschaft
Am 21. Januar 2012 absolvierte er sein erstes Länderspiel für die USA. Die Mannschaft siegte 1:0 gegen Venezuela.